# Philodendron ernestii
Philodendron ernestii är en kallaväxtart som beskrevs av Adolf Engler. Philodendron ernestii ingår i släktet Philodendron och familjen kallaväxter. Inga underarter finns listade.